# Семнин
Семнин (рос. Семнин) — гірський струмок в Україні, у Калуському районі Івано-Франківської області у Галичині. Ліва притока Бережниці, (басейн Дністра).

## Опис
Довжина струмка приблизно 3,43 км, найкоротша відстань між витоком і гирлом — 3,10  км, коефіцієнт звивистості струмка — 1,11 . Струмок тече схилом міжрічкової височини.

## Розташування
Бере початок на південно-східній стороні від безіменної гори (515,2 м). Тече переважно на південний схід понад безіменною горою (418,3 м) і у селі Середній Угринів впадає у річку Бережницю, праву притоку Лімниці.